# Reinhard Wegerth

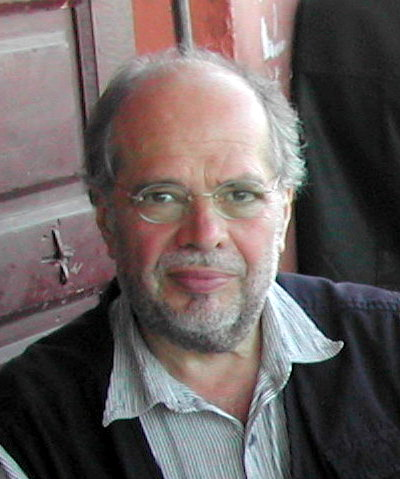
Reinhard Wegerth (2009)

Reinhard Wegerth (* 25. Juni 1950 in Neudorf bei Staatz) ist ein österreichischer Schriftsteller. Er veröffentlichte auch unter dem Pseudonym Leidergott.

## Leben
Reinhard Wegerth wuchs in Mödling auf, wo er am Realgymnasium Keimgasse maturierte. 1968 begann er das Studium der Rechtswissenschaft an der Universität Wien, das er 1975 als Dr. jur. abschloss.
Schon 1971 hatte er in Wien gemeinsam mit Gregor Adamcik, Nils Jensen und Reinhard P. Gruber das Literaturmagazin Frischfleisch, zuletzt mit dem Untertitel Das Kulturmagazin mit literarischer Kraftnahrung, gegründet, dem er bis zur Einstellung nach 15 Heften im Jahr 1978 als Herausgeber, Redakteur und Autor verbunden blieb und die meisten Hefte im Selbstverlag herausbrachte. Seinen Lebensunterhalt verdiente er zunächst als Rechtspraktikant am Landesgericht für Strafsachen Wien und am Bezirksgericht von Rudolfsheim-Fünfhaus sowie als Probelehrer für Staatsbürgerkunde an der Handelsakademie Wien; ab 1977 war er als Freier Mitarbeiter fürs Feuilleton der Arbeiter-Zeitung tätig.
Ab den achtziger Jahren war Wegerth Verlagslektor beim Österreichischen  Bundesverlag. Er gab dort die Anthologie Zeit-Geschichten heraus, war Mitbetreuer der Sammelbände Junge Literatur (u. a. mit später erfolgreichen Autoren wie Daniel Glattauer und Daniel Wisser) und lektorierte u. a. Bücher von Thomas Pluch und Alexander Tollmann. Anschließend war er bis 2004 Redakteur der verlagseigenen Schülerzeitschriften JÖ (vormals Jungösterreich) und Kleines Volk, bei denen sich eine enge Zusammenarbeit mit dem Illustrator Franz Hoffmann ergab. An eigenen Büchern entstanden in diesen Jahren der Zukunftsroman Der große grüne Atemstreik, die Comic-Sage Graf Schleckerl (illustriert von Herbert Pasteiner) und das Textbuch Wienerlied – frisch begrünt (illustriert von Karl Berger). Letzteres wurde unter dem Titel Des wär ja nimmer Wien! in Zusammenarbeit mit Reinhard Liebe auch vertont.
Von 2006 bis 2014 war Reinhard Wegerth freiberuflich als Redakteur und Moderator des Alte Schmiede Kunstverein Wien tätig.

## Auszeichnungen
- 1976 Förderungsbeitrag des Wiener Kunstfonds
- 1977 Theodor-Körner-Preis
- 1979 Arbeitsstipendium des Bundesministeriums für Unterricht und Kunst
- 1979 Stipendium des Landes Niederösterreich
- 1979 Arbeitsstipendium des Kulturamts der Stadt Wien
- 1985 Arbeitsstipendium des Kulturamts der Stadt Wien
- 2014 Niederösterreichischer Kulturpreis[3]
- 2018 Finalist bei Floriana (Literaturpreis)

## Rezeption
Von der Buchkritik besonders beachtet wurden Wegerths Stimmenromane. Bereits bei Damals und dort (2010) hoben die Besprechungen sowohl die Thematik als auch die Erzählweise hervor:
- In der Wiener Zeitung schrieb David Axmann unter dem Titel Lebenskaleidoskop: „… berichtet in 30 kurzen Kapiteln von für ihn bedeutsamen Erlebnissen aus den Jahren 1970 bis 2000, erinnert sich an seine politische, existenzielle und erotische Ausbildungszeit […] Der stilistische Witz dieses sogenannten ‚Stimmenromans’ beruht auf der Grundidee, jede der hier versammelten Reminiszenzen aus dem Blickwinkel und mit den Worten eines für den Autor unvergesslichen Wirklichkeitssegments darzustellen.“[4]
- In der Tageszeitung Die Presse schrieb Peter Henisch unter dem Titel Kreisky, Hainburg, Waldheim: „Der Autor (Reinhard Wegerth) schreibt recht ungeniert über den als solchen bezeichneten Autor (also auch Reinhard Wegerth). Doch legt er die Beobachtung dieses Typs in Miniaturen, die über einen Zeitraum von 30 Jahren verteilt sind, seiner Umwelt in den Mund. Manchmal, aber relativ selten, der menschlichen, häufiger – und das ist die charmante Chuzpe dieser meist kurzen, im Schnitt zwei, drei Seiten umfassenden Texte – der dinglichen Umwelt, also den Objekten, aus deren Perspektive er das Subjekt (also das eigene Ich in diversen Entwicklungsstadien) observiert.“[5]
- In der Straßenzeitung Augustin schrieb Lutz Holzinger unter dem Titel Die Dinge reden lassen: „Reinhard Wegerth, der zur Zeit des ‚Arbeitskreis österreichischer Literaturproduzenten’ (1971–1975) unter dem Pseudonym Leidergott debütierte, hat […] eine originelle Textsammlung vorgelegt. Das ganze Buch setzt sich aus relativ knappen Abschnitten zusammen, die jeweils einem einzigen Thema gewidmet sind und in denen zumeist Dinge als Erzähler instrumentiert werden […] Es lässt sich als Chronik einer weitgehend untergegangenen Epoche lesen und zaubert einem/r immer wieder ein Schmunzeln auf die Lippen.“[6]

## Werke

### Bücher
- Der große grüne Atemstreik. Kurzroman aus der Zukunft. Edition S, Wien 1985, ISBN 3-85447-144-0.
- Wienerlied – frisch begrünt. Alternative Texte zu beliebten Melodien. Edition Umbruch, Mödling/Wien 1990, ISBN 3-900602-13-1.
- Graf Schleckerl. Eine Wiener Comic-Sage. Uhudla Edition, Wien 1998, ISBN 3-901561-09-9.
- Damals und dort. Stimmenroman. Sisyphus Verlag, Klagenfurt 2010, ISBN 978-3-901960-50-5.
- Früher und hier. Stimmenroman. Sisyphus Verlag, Klagenfurt 2013, ISBN 978-3-901960-70-3.
- Als es geschah. Stimmenberichte. Sisyphus Verlag, Klagenfurt 2016, ISBN 978-3-903125-00-1.
- Himmelsstiege oder Ein bitterer Gang. Sisyphus Verlag, Klagenfurt 2018, ISBN 978-3-903125-28-5.
- Fußgänger-Gedichte. Podium Porträt 107, Wien 2020, ISBN 978-3-902886-52-1.
- Fast unglaublich. Wahre Geschichten. Sisyphus Verlag, Klagenfurt 2022, ISBN 978-3-903125-70-4.
- Die besten Wunder. Mirakelgeschichten aus Christentum und Islam. Sisyphus Verlag, Klagenfurt 2024, ISBN 978-3-903125-84-1.
- Der große grüne Atemstreik. Roman. Sisyphus Verlag, Klagenfurt 2025 (Neuauflage), ISBN 978-3-903125-98-8.

### Hörspiele
- Der Mantel Vergissmeinnicht. Süddeutscher Rundfunk, Stuttgart 1979.
- Fußgänger unterwegs. Orange 94.0, Wien 2000.

### Compact Disc
- Des wär ja nimmer Wien! Extraplatte, Wien 1993.

### Herausgeberschaft
- mit Nils Jensen: Frischfleisch. Mit den Untertiteln die literarische Kraftnahrung (FF 3–4); Das Kulturmagazin (FF 4–5, 9); Das Kulturmagazin mit literarischer Kraftnahrung (FF 10–15). Wien 1971–1978.
- mit Nils Jensen: Geschichten nach ’68. Neue österreichische Erzähler über Themen des letzten Jahrzehnts. FF & LM, Wien 1978.
- Zeit-Geschichten. Prosa und Lyrik über eine Jahrhunderthälfte. Österreichischer Bundesverlag, Wien 1982, ISBN 3-215-04795-0 (mit Linolschnitten von Joseph Heer).